# آنتیپاتر دوم مقدونی
آنتیپاتر یا آنتیپاتروس دوم مقدونی (به یونانی: Ἀντίπατρος Β' ὁ Μακεδών) پادشاه مقدونیه به‌طور مشترک با برادرش اسکندر پنجم از ۲۹۷ تا ۲۹۴ پیش از میلاد بود.

## زندگینامه
آنتیپاتر پسر کاساندر و تسالونیکای مقدونی (خواهر ناتنی اسکندر مقدونی) بود. او پس از مرگ برادر بزرگش فیلیپ چهارم مقدونی در سال ۲۹۷ پیش از میلاد، به‌طور مشترک با برادر کوچکترش اسکندر پنجم به فرمانروایی مقدونیه رسید. با این حال او مادرشان را کشت و برادرش را از قدرت برکنار نمود. اسکندر برای بازگشتن به قدرت از پیروس و دیمتریوس یاری خواست. دیمتریوس که خود در فکر تصاحب تاج و تخت مقدونیه بود ترتیب قتل اسکندر را داد. آنتیپاتر برای حفظ جانش به تراکیه گریخت اما در آنجا به‌دست لیسیماخوس کشته‌شد.